# Раду Дрегушін
Раду Дрегушін (рум. Radu Drăgușin, нар. 3 лютого 2002, Бухарест) — румунський футболіст, центральний захисник клубу «Тоттенгем Готспур».

## Клубна кар'єра
Вихованець клубу «Регал» (Бухарест), що є філією мадридського «Атлетіко» в Румунії. У 2018 році перебрався до академії «Ювентуса», який заплатив за нього 250 тис. євро. У сезоні 2019/20 дебютував у молодіжній команді «Ювентус U23», за яку провів три матчі у Серії С. Того ж сезону брав участь в Юнацькій лізі УЄФА, провівши на турнірі 5 зустрічей, де туринці вилетіли на стадії 1/8 фіналу.
У сезоні 2020/21 вперше був викликаний в основну команду. 8 листопада 2020 вперше потрапив в заявку на поєдинок проти «Лаціо», однак залишився в запасі . 2 грудня 2020 дебютував за першу команду «Ювентуса» в поєдинку групового етапу Ліги чемпіонів проти київського «Динамо» (3: 0), вийшовши на поле на заміну на 69-ій хвилині замість Меріха Демірала. Дебютував у Серії А 13 грудня 2020 року, вийшовши на заміну на 90-й хвилині замість Маттейса де Лігта в гостьовій грі проти «Дженоа» (3:1).
31 серпня 2021 року був відданий в оренду до кінця сезону 2021/22 до «Сампдорії». Утім за півроку перейшов на аналогічних умовах до «Салернітани», в якій і провів другу половину сезону.
Влітку 2022 року орендований друголіговим «Дженоа».

## Виступи за збірні
Виступав за юнацькі збірні Румунії різного віку. 4 вересня 2020 року дебютував у складі молодіжної збірної країни в поєдинку відбіркового етапу до молодіжного чемпіонату Європи 2021 року проти однолітків з Фінляндії.
| Дата      | Місто    | Господарі | Результат | Гості  | Турнір           | Голи | Примітки |
| --------- | -------- | --------- | --------- | ------ | ---------------- | ---- | -------- |
| 25-3-2022 | Бухарест | Румунія   | 0 – 1     | Греція | товариський матч | -    | 88'      |
| Усього    |          | Матчів    | 1         |        | Голів            | 0    |          |

## Титули і досягнення
- Переможець Ліги Європи УЄФА (1):

«Тоттенгем Готспур»: 2024–25